# Malou (Film)
Malou ist ein 1980 entstandener deutscher Kinofilm, das von einigen autobiografischen Elementen inspirierte Langspielfilmregie-Debüt der Deutsch-Argentinierin Jeanine Meerapfel mit Ingrid Caven in der Titelrolle und Grischa Huber in der zweiten weiblichen Hauptrolle als Malous Tochter.

## Handlung
Malou ist die mittlerweile verstorbene Mutter von Hannah. Um die 30 Jahre alt, ist Hannah mit dem Berliner Architekten Martin Rethmann verheiratet. Sie arbeitet als Sprachlehrerin an der Volkshochschule. Hannah ist mit sich und ihrer Ehe unzufrieden und sucht die Ursachen dafür in der Lebens- und Liebesgeschichte Malous. Bald gerät die Beschäftigung mit der Vita ihrer Mutter zu einer wahren Besessenheit, zu einer fixen Idee, der sich Hannah nicht mehr entziehen kann. Diese Faszination, die Malou auf Hannah auch heute noch ausübt, basiert auf dem Faktum ihres Lebens an sich. Da gibt es zahlreiche Zeugnisse einer vielfältigen Existenz: Fotoalben, Silberschalen und Reisekoffer. Andererseits fürchtet Hannah nichts mehr, als den einen zentralen Fehler ihrer Mutter zu wiederholen: nämlich sich von einem Mann zu sehr abhängig zu machen, denn Malou war geradezu fixiert auf jenen galanten Charmeur Paul Kahn, den sie einst bedingungslos liebte und der ihr Ehemann wurde. Damit definierte die tote Mutter ihre eigene Wertschätzung einzig über die Anerkennung durch andere, vor allem Männer, die sei einst umgaben.
Rückblende: Malou wird 1905 in Südfrankreich geboren und wächst in ärmlichen Verhältnissen auf. Sozialen Status, finanzielle Sicherheit und Geborgenheit konnte ihr derjenige Mann bieten, den sie alsbald als ihren „Prinzen in schimmernder Rüstung“ ansah und der sie heiratete: Paul Kahn. Sie folgte dem jüdischen Kaufmann nach Deutschland und war auch nach 1933 an seiner Seite, als Juden dort nicht mehr wohlgelitten waren. Beider Weg führte zunächst in die Niederlande, später schließlich nach Argentinien. Doch die Ehe hielt nicht, und Malou, die es nie gelernt hatte, auf eigenen Füßen zu stehen, fühlte sich hilflos und leer, als ihr Liebesglück zerbrach: Sie begann zu trinken, stürzte ab und endete als seelisches Wrack in der südamerikanischen Fremde, in Buenos Aires.
Hannah sieht Parallelen Malous zu ihrem jetzigen, eigenen Leben und möchte der Gefahr, in eine derartige Abhängigkeit zu geraten, unbedingt entgehen. Denn sie hat den körperlichen wie seelischen Verfall Malous hautnah miterlebt und sieht angesichts ihrer eigenen Ehe mit Martin eine Gefahr, dass sich Malous Geschichte bei ihr wiederholt. Und so beginnt Hannah immer tiefer in das Leben Malous einzutauchen, um die Lebensgeschichte ihrer Mutter zu verstehen und daraus für sich die notwendigen Konsequenzen zu ziehen. Trotz der daraus resultierenden Emanzipation will Hannah diesen Weg der Selbstfindung und Selbstbestimmung nicht ohne ihren Mann gehen. Sie weiß, dies wird ein schwieriger Weg werden, zumal sie von ihrer Mutter niemals etwas anderes gelernt hat, als, bezüglich Männern, denjenigen (Irr-)Weg zu beschreiten, den bereits sie gegangen ist. Am Ende erkennt Hannah, dass die Reise zurück in Malous Leben zugleich eine Reise in ihr eigenes Ich, in ihre Gegenwart und Zukunft sein könnte: Zumindest weiß sie jetzt, was sie nicht will.

## Produktionsnotizen
Malou entstand zwischen dem 5. Mai und dem 5. Juli 1980 an mehreren Drehorten (u. a. Berlin, Baden-Baden, Amsterdam, Madrid, Straßburg und andere elsässische Gebiete) und wurde am 20. März 1981 uraufgeführt. Die deutsche Fernseherstausstrahlung erfolgte am 16. Juni 1987 in der ARD.
Robert van Ackeren war an der Produktion beteiligt. Rainer Schaper übernahm die Ausstattung, Gunther Kortwich sorgte für den Ton.

## Kritiken und Rezeption
Im Lexikon des Internationalen Films heißt es: „Von künstlerischem Subjektivismus bestimmter Erstlingsfilm, der sich mit traditionellen Frauenrollen und problematischen Glückserwartungen, die ganz auf den Mann ausgerichtet sind, auseinandersetzt. Formal unausgeglichen; streckenweise überlagert von Sentimentalität und allzu gesuchter Gedanklichkeit, aber diskussionswert in der Thematik.“

„Im Tangoschritt durch die weibliche Psyche und die Sehnsucht der Frauen.“

Regisseurin Meerapfel schließlich analysierte ihre erste Langfilmregie wie folgt: „Es ist ein wohl außerordentlich emotionaler Film, die Personen dürfen wirklich viel Gefühl zeigen, aber die Emotionen gehören zu der Geschichte und erfüllen einen Zweck. Mich erinnert die Sentimentalität meines Filmes an die eines Tangos. Die Figuren haben dieselbe Sehnsucht nach Vergangenheit, die gleiche melancholische Stimmung wie ein Tango.“